# Ziemniara jadalna

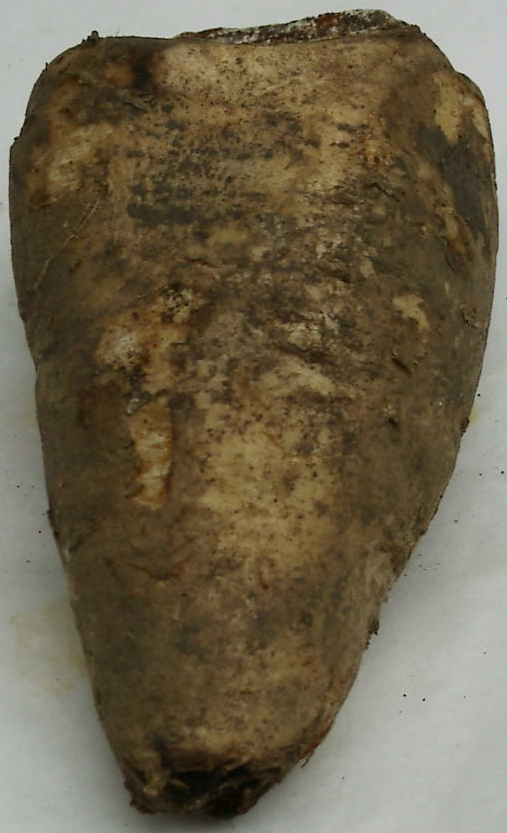
Korzeń ziemniary jadalnej

Ziemniara jadalna, arakacznik (Arracacia xanthorrhiza) – gatunek z rodziny selerowatych. Występuje w obszarach górskich w Ameryce Środkowej oraz wzdłuż Andów po Boliwię na południu. Warzywo korzeniowe popularne w kuchni peruwiańskiej i brazylijskiej. Zawiera dużo skrobi, korzenie podobne są w smaku do selera, z tego względu jedną z lokalnych nazw jest apio criollo (seler kreolski). Korzeń na surowo jest niejadalny.